# فالنتينا غوستن
فالنتينا غوستن (بالكرواتية: Valentina Gustin)‏ هي لاعبة رماية كرواتية، ولدت في 20 نوفمبر 1996 في زغرب في كرواتيا.

## وصلات خارجية
- فالنتينا غوستن على موقع الاتحاد الدولي (الإنجليزية)
- فالنتينا غوستن على موقع أوليمبيديا (الإنجليزية)